# Zanclostathme
Zanclostathme là một chi bướm đêm thuộc họ Erebidae.

## Loài
- Zanclostathme elbursalis Draudt, 1937